# Aziridin
Aziridin oder auch Azacyclopropan ist eine chemische Verbindung aus der Gruppe der heterocyclischen sekundären Amine. Die ebenfalls gebräuchliche Bezeichnung Ethylenimin suggeriert eine tatsächlich nicht vorhandene Imin-Gruppe (H3CHC=NH) im Molekül.

## Eigenschaften

### Physikalische Eigenschaften
Es handelt sich um eine farblose, wasserlösliche, leicht bewegliche, flüchtige Flüssigkeit von ammoniakartigem Geruch.

### Chemische Eigenschaften
Aziridin ist leicht entzündlich und die Dämpfe können mit Luft explosionsfähige Gemische bilden. Geringe Mengen Säuren, säureabspaltende Verbindungen und bereits der normale Kohlendioxid-Gehalt der Luft können, auch zum Teil bei stabilisierten Produkten, zu einer stark exothermen, unter Umständen explosionsartigen Polymerisation führen. Die mittels DSC bestimmte Zersetzungswärme beträgt −87 kJ·mol−1 bzw. −2020 kJ·kg−1.

### Gesundheitsgefahren
Aziridin wirkt akut toxisch bei Einatmen, Verschlucken und Hautkontakt. Die Dämpfe wirken stark schleimhautreizend, erregend auf das Zentrale Nervensystem und nierenschädigend. Akute Symptome sind Rötung, Blasenbildung und Nekrosen der Haut und Schleimhäute, Hornhauttrübung, Bronchopneumonie, Lungenödem und Atemnot. Langzeitig wird eine krebserregende Wirkung angenommen. In zunehmendem Maße werden Allergien auf Aziridine festgestellt (Typ-1- und Typ-3-Allergien: Asthma, allergische Rhinitis, allergische Kontaktdermatitis und Urticaria). Monomerreste bei der Formulierung zu polyfunktionalen Aziridinen und auch PFAs selbst können Allergien verursachen.

## Gewinnung und Darstellung
Die erste Herstellung gelang 1899 Willy Marckwald durch Behandeln von β-Halogenaminen mit Natronlauge.

### Monoethanolamin-Prozess
Aziridin wird großtechnisch durch Dehydratisierung von Monoethanolamin bei Temperaturen von 350–450 °C und vermindertem Druck an modifizierten ZSM-5-Zeolithkatalysatoren hergestellt.
Das Verfahren wird in der Gasphase meist im Strömungsrohr durchgeführt. Bereits seit den 1970er Jahren wurden Bemühungen unternommen, einen geeigneten Katalysator für diesen Prozess zu entwickeln, damit dieser ökonomisch und mit hoher Ausbeute abläuft. Schließlich nahm die Firma Nippon Shokubai im Jahre 1990 die erste Anlage zur industriellen Produktion von Aziridin nach dem Monoethanolamin-Prozess in Betrieb. Voraussetzung hierfür war die erfolgreiche Entwicklung eines Katalysatorsystems, mit dem sich eine Selektivität von 90 % bei Umsätzen von 40–80 % erreichen ließ. Das Produktgemisch muss anschließend durch mehrstufige Destillation aufgetrennt werden, nicht-umgesetztes Monoethanolamin wird wieder in den Reaktor zurückgeführt.

### Wenker-Prozess
Eine weitere Methode ist die Wenker-Synthese, bei der Monoethanolamin zunächst mit Schwefelsäure verestert und anschließend mit Natronlauge behandelt wird:
Die Atomökonomie dieser Methode ist jedoch schlecht, weshalb die Wenker-Synthese ein reines Laborverfahren für die Herstellung kleiner Aziridin-Mengen ist.
Die weltweite Kapazität für Ethylenimin-Monomer betrug 2006 etwa 9.000 t/a.

## Derivate und Verwendung
Aziridin lässt sich zu Polyethylenimin polymerisieren, allerdings entsteht bei der direkten Polymerisation ein stark verzweigtes Polymer. Lineares Polyethylenimin lässt sich über 2-alkyl-substituierte 2-Oxazoline herstellen.
Polyethylenimin wird als Reagenz zur Transfektion, als Fällungsreagenz oder (ggf. nach Umsetzung mit Epichlorhydrin) bei der Papierherstellung als Nassfest- und Retentionsmittel verwendet.
Derivate des Aziridin wie Mitomycin C, Triaziquon und Thiotepa, werden als alkylierende Zytostatika seit etwa 50 Jahren zur Behandlung von Krebserkrankungen wie Brustkrebs, Blasenkrebs und Ovarialkarzinom eingesetzt. Die Bedeutung dieser Wirkstoffe hat jedoch deutlich abgenommen, da sie erhebliche Nebenwirkungen haben.
Derivate, wie polyfunktionale Aziridine (PFA), können als Vernetzer von wasserlöslichen Harzen verwendet werden.